# 別府三勝
別府三勝（べっぷさんしょう）とは、大正時代に制定された大分県別府市にある別府温泉周辺の三大景勝地である。別府八湯（別府十湯）、地獄めぐりなどと並んで観光アピールのために盛んに活用された。別府八景が比較的市街地に近い景勝地も含めて選定したものであるのに対して、別府三勝は比較的郊外に位置する景勝地のみを対象として選定しているのが特徴である。なお、三勝に選ばれた仏崎、志高湖、内山渓谷のうち現在でも観光客が訪れるのは志高湖のみであり、仏崎や内山渓谷は観光地ではなくなっており、現在訪ねる人はほとんどいない。このことから、別府三勝の名が用いられることもほとんどない。

## 歴史

### 別府三勝の制定
大正時代、地獄めぐりの観光化や別府十湯の制定により、別府温泉は着実に観光客を増やしていた。島原や阿蘇と並ぶ九州随一の観光地として全国的にも有名になり、市街地の拡大は著しく旅館等も急増した。そこで、観光開発の進んだ市街地の観光と自然豊かな郊外の観光とを両立させることでより別府観光を印象深いものにしようということで、別府三勝ならびに別府八景が制定されたのである。絵葉書や観光案内等で盛んにPRがなされたため、別府三勝は広く世間に知られるところとなった。

### 昭和初期の三勝
昭和に入ると別府三勝の観光客は著しい増加を見せ、道路の整備により観光バスで気軽に訪れることができるようになった。春は仏崎の桜、夏は内山渓谷の川遊びとキャンプ、秋冬は志高湖のボート遊びというように季節ごとのPRが功を奏し、新婚旅行客や家族連れが多く訪れた。国道沿いの仏崎は別として、志高湖や内山渓谷は交通の不便さもあって訪れる観光客などほとんどいなかったのが、急速に観光化されたのである。これによって別府には温泉だけでなく豊かな自然があるということを世間に知らしめ、「別府は東洋のナポリどころか世界一の泉都だ」などと盛んに褒めちぎられ、名声をほしいままにした。しかし、同時に心無い観光客によって内山渓谷の自然が荒らされることもあり、問題視する声もあったが当時は観光開発最優先の声にかき消されてしまった。

### 三勝の衰退
戦後、別府観光が復興してくる中でとうとう別府三勝の名声は復活しなかった。それは、仏崎と内山渓谷がもはや観光地ではなくなってしまったのが原因である。戦時中荒廃した仏崎公園は時間の経過とともにただの林になってしまい、内山渓谷も道路の荒廃により容易に自動車で近づくことができなくなってしまった。その後、昭和30年代から昭和40年代にかけて別府観光はピークを迎えるが、とうとう別府三勝が再興することはないまま今に至る。

## 三勝紹介

### 仏崎
大分市田ノ浦にある小さな岬で、別府湾が一望できる景勝地として別府三勝に選定された。磯部には鶴ノ松という松の大木があり、その美しい枝ぶりは有名であった。別府湾の青さに松の緑がよく映え、さらに遠く佐賀関の煙突や国東半島、晴れた日には愛媛県まで見渡せる景色のよさはすばらしいと評判も高く、別府三勝の中でも特に観光客の多かった場所である。さらに岬の崖上は仏崎公園として整備され、桜の木がたくさん植えられ、春は花見客で大変賑わった。
戦後は、仏崎公園は荒廃し、道路の拡張により鶴ノ松も伐採されたため仏崎は観光名所というほどの場所ではなくなってしまった。1961年（昭和36年）には集中豪雨により崖崩れが起き、別大電車埋没という非常に痛ましい事故が起きた。この事故は、今でも別府近辺の住民にはよく知られており、仏崎というとこの事故を連想する人が多く、観光地として繁栄を極めたイメージはあまりない。なお、現在の仏崎は国道10号の改良により岬の形をあまりとどめていない。

### 志高湖
別府市東山にある湖で、鶴見岳の噴火によりできたと伝えられている。鶴見岳および由布岳の投影美や、湖畔に植えられた桜、また秋の紅葉や冬の樹氷の美しさで名高く、家族連れや新婚旅行客がボート遊びに興じる姿が目立った。すぐ側にある神楽女湖や猪ノ瀬戸湿原、城島高原と並んで市街地の喧騒とは無縁の静かな場所であり、別府の自然の豊かさを観光客にアピールすることに成功し、別府観光の発展に一役買った場所である。
戦後、仏崎および内山渓谷が観光地としては廃れてしまったのに対して、志高湖だけは今でも観光客が訪れ、別府市民や近隣市町村の住民にも広く親しまれている。ボート遊びや花見、紅葉狩りだけではなく、夏には火祭りが催され様々な楽しみ方ができる。志高湖が別府三勝に制定された時から90年ほど経過した現在でも、鶴見岳や由布岳は変わらぬ姿で湖水に浮かんでいる。

### 内山渓谷
明礬温泉から林道を登ったところにある渓谷で、内山や鶴見岳が間近に迫っており、その雄大な景色に大勢の観光客が集まった。現在は道路の荒廃により普通自動車で近寄ることは困難であるが、戦前は自動車で訪れることができたので、誰にでも気軽に行くことのできる渓谷ということで家族連れも多かった。東山の由布川峡谷や浜脇の河内渓谷と並んで、別府名所としてPRされていた。
戦後、道路の荒廃により自動車で近寄ることが困難になったことから観光客は激減した。今では、明礬温泉から内山渓谷に至る林道から支線に入ったところにある「へびん湯」や「鍋山の湯」の方が「秘湯」として広く知られており、内山渓谷の存在はあまり知られていない。内山渓谷に至る道路を再整備して、観光地として復活させるだけではなく別府市民の憩いの場としたらどうかという声もあるが、先述した通り一度自然が荒らされた経緯があるので、非常に難しい問題である。